# Mucho Locos
Pour plus de détails, voir Fiche technique et Distribution.
Mucho Locos est un court métrage américain Merrie Melodies de 1966 réalisé par Robert McKimson, mettant en scène Daffy Duck et Speedy Gonzales.